# Небо со мной
«Небо со мной» — широкоформатный советский художественный фильм о лётчиках-испытателях, снятый в 1974 году.
Премьера фильма в СССР состоялась 3 марта 1975 года.

## Сюжет
Фильм рассказывает о судьбах лётчиков в военное и послевоенное время. Сюжет переносит зрителя то в 1942 год, то в конец 1960-х годов.
Великая Отечественная война. Во время воздушного боя сбивают лётчика Ивана Клинова (актёр Игорь Ледогоров). Его друг Дмитрий Грибов после окончания войны женится на Наде (актриса Лариса Лужина) — женщине, которая раньше любила Клинова (взаимная любовь с первого взгляда). Но оказывается, что Иван Клинов не погиб, а попал в плен. Он не искал встречи с Надеждой, зная об её замужестве.
Выяснилось: после войны Ивану запретили летать на истребителях, он стал работать автомехаником, испытывать новые советские автомобили, но мечтает летать.
Надежда с Грибовым помогают ему вернуться в авиацию.

## В ролях
| Актёр                  | Роль                                               |
| ---------------------- | -------------------------------------------------- |
| Игорь Ледогоров        | Иван Клинов                                        |
| Лариса Лужина          | Надежда Грибова                                    |
| Владимир Заманский     | Дмитрий Грибов                                     |
| Наталья Бондарчук      | Ирина                                              |
| Зинаида Кириенко       | Клавдия Клинова                                    |
| Улдис Лиелдидж         | Дитмар                                             |
| Юрий Дудко             | Борис                                              |
| Владимир Земляникин    | Володя Ягодкин                                     |
| Борис Руднев           | лётчик (нет в титрах)                              |
| Борис Кудрявцев        | ветеран (нет в титрах)                             |
| Роман Хомятов          | полковник                                          |
| Наталья Гурзо          | медсестра в больнице                               |
| Тамара Совчи           | гостья                                             |
| Любовь Соколова        | вдова                                              |
| Валентина Ананьина     | гостья                                             |
| Валентина Беляева      | гость майор                                        |
| Николай Бармин         | гость генерал                                      |
| Пётр Щербаков          | гость лётчик                                       |
| Борис Битюков          | полковник                                          |
| Валерий Комиссаров     | эпизод                                             |
| Марина Лобышева-Ганчук | эпизод                                             |
| Лидия Драновская       | гостья                                             |
| Елена Кузьмина         | лётчица                                            |
| Александр Яковлев      | немецкий лётчик                                    |
| Виктор Уральский       | гость на праздновании Дня Победы в доме у Грибовых |
| А. Петров              | лётчик                                             |
| И. Голованов           | эпизод                                             |

## Съёмочная группа
- Режиссёр — Валерий Лонской
- Сценаристы: Олег Стукалов-Погодин, Тамара Кожевникова, Марина Попович -- лётчица
- Оператор — Игорь Черных
- Композитор — Георгий Фиртич
- Художники: Борис Немечек, Элеонора Немечек

## Интересные факты
- В фильме для съёмок использованы самолёты Zlin-326 и Ла-11.
- В фильме также показаны боевые советские самолеты 60-х - 70-х годов: МиГ-21, Ту-16 ,Ту-22 и Ту-22У, 3М/М-4.
- Показанная в фильме авария самолета Миг-21 на взлёте напоминает о реальном случае, произошедшим с Мариной Попович на испытаниях.